# Liste von Persönlichkeiten der Stadt Schwäbisch Gmünd

## Ehrenbürger
Schwäbisch Gmünd hat folgenden Personen das Ehrenbürgerrecht verliehen:

### Vor 1945
- 1866: Wilhelm Frey, Lehrer
- 1886: Josef Anton Durst, Oberlehrer
- 1889: Johann Ernst Heinrich Georg Emil König, Finanzrat
- 1890: Julius Gustav Erhard, Kommerzienrat
- 1890: Anton Pfitzer, Stadtpfarrer
- 1891: Julius Römer, Landgerichtsrat
- 1901: Anton Bruno Klaus, Rektor
- 1904: Wilhelm Widemann, Künstler
- 1914: Adolf Saile, Dekan und Stadtpfarrer
- 1919: Paul Möhler, Oberbürgermeister
- 1924: Paul Wilhelm Franz von Keppler, Bischof von Rottenburg
- 1929: Robert von Ostertag, Ministerialrat
- 1929: August Waldenmaier, Privatmann in San Francisco
- 1935: Karl Haußmann, Geheimer Regierungsrat
- 1937: Alfons Baur, Studienrat, NSDAP-Kreisleiter von 1932 bis 1937 (2013 per Gemeinderatsbeschluss aus der Liste gestrichen)[1]

### Ab 1945
- 1945: Hermann Julius Erhard, Kommerzienrat
- 1946: Walter Klein, Hochschullehrer und Heimatforscher
- 1952: Hermann Erhard, Fabrikant
- 1960: Josef Bidlingmaier, Fabrikant (Bifora-Uhren)
- 1969: Albert Deibele, Oberstudienrat, Stadtarchivar und Heimatforscher
- 1981: Erich Ganzenmüller, Landtagspräsident
- 2021: Albert Scherrenbacher, Metzgermeister[2][3]

## Söhne und Töchter der Stadt
Die folgenden Personen wurden in Schwäbisch Gmünd geboren.
Ob sie ihren späteren Wirkungskreis in Schwäbisch Gmünd hatten, ist in dieser Aufstellung, die im Übrigen keinen Anspruch auf Vollständigkeit erhebt, nicht berücksichtigt.

### Bis 1800
- Johann Parler der Ältere (* um 1330; † nach 1359), Baumeister der Gotik
- Peter Parler (1330–1399), Architekt und Steinmetz. Er nannte sich lebenslang „Peter Parler von Gmünd“
- Reinbold Vener († 1408), Kirchenrechtler
- Georg Feierabend (* um 1450; † 1498), Beteiligter am Steinhäuser-Prozess gegen Schwäbisch Gmünd, Stadtpfarrer in Donauwörth
- Hans Judenkönig (* um 1450; † 1526), Lautenspieler
- Hans Peter Danzer (vor 1455), Bildhauer, vor allem in Spanien
- Johannes Heberling (* um 1460; † nach 1512), Humanist
- Thomas Köllin († 1524), katholischer Theologe und Rektor der Universität Wittenberg
- Kaspar Baldung (* um 1480; † 1540), Jurist
- Jörg Ratgeb (* um 1480; † 1526), Maler
- Hans Baldung (* 1484/85; † 1545), genannt Grien, Maler
- Veit Warbeck (* um 1490; † 1534), Übersetzer
- Jakob Woller (* um 1510; † 1564), Bildhauer
- Leonhard Baumhauer (* um 1535; † 1604), Bildhauer
- Erhard Barg (* 1544; † nach 1603), Bildhauer
- Vitus Miletus (* 1549, † vermutlich 1618), Theologe und Mainzer Hochschullehrer
- Peter Hartenbeck (* um 1550; † 1616), Münzgraveur für König Philipp II. und Kaiser Rudolf II.
- Christoph Jelin (* um 1550; † 1610), Bildhauer
- Michael Eiselin (1558–1613), Jesuit
- Kaspar Vogt (1586–1646), Bildhauer und städtischer Baumeister zu Schwäbisch Gmünd
- Christoph Maucher (1642–1706), Bernstein- und Elfenbeinschneider
- Johann Michael Maucher (1645–1701), Elfenbeinschnitzer und Bildhauer
- Eustachius Jeger (1653–1729), Ratskonsulent und Verfasser der Schwäbisch Gmünder Rechtsbücher
- Franz Xaver Debler (1726–1802), Kleriker, Historiker, Genealoge und Chronist, Stiftspropst zu Schwäbisch Gmünd
- Dominikus Debler (1756–1836), Chronist der Stadt Schwäbisch Gmünd
- Johann Thomas Vogt (1766–1825), Geistlicher und theologischer Schriftsteller
- Georg Mühleisen (1768–1846), Abgeordneter in den Württembergischen Landständen sowie Stadtschultheiß von Gmünd
- Wenzel Aloys Stütz (1772–1806), Arzt und medizinischer Schriftsteller
- Augustin Steinhäuser (1781–1849), Abgeordneter in den Landständen, Oberamtmann in Rottweil und Ehingen, Bürgermeister in Rottweil
- August Franz Josef Karl Mayer (1787–1865), Arzt, Anatom und Physiologe
- Leo Ignaz Stadlinger (1792–1872), General, Verfasser der Geschichte des württembergischen Kriegswesens
- Franz Xaver Vetter (1800–1845), Opernsänger (Tenor)

### 1801 bis 1850
- Johann Wilhelm Baumeister (1804–1846), Tierarzt und Pferdemaler
- Eduard Forster (1811–1872), Politiker und Kaufmann
- Johann Straubenmüller (1814–1897), deutsch-amerikanischer Lehrer und Dichter
- Eduard Keller (1815–1904), Violinist, Musikpädagoge und Musikprofessor
- Emanuel Leutze (1816–1868), deutsch-US-amerikanischer Maler
- Johann Baptist Bommas (1816–1893), Komponist und katholischer Pfarrer
- Johannes Scherr (1817–1886), Kulturhistoriker und Schriftsteller
- Julius Erhard (1820–1898), Metallfabrikant
- Michael Grimm (1821–1877), Lokalhistoriker und Autor
- Richard von Rieß (1823–1898), Theologe, Domkapitular und Autor
- Franz Joseph Holzwarth (1826–1878), katholischer Geistlicher und Autor
- Adolph Untersee (1842–1893), Oberbürgermeister der Stadt und Landtagsabgeordneter
- Heinrich Steimle (1846–1907), Limesforscher
- Konrad Kümmel (1848–1936), katholischer Priester, Volksschriftsteller, Zeitungsredakteur, Päpstlicher Hausprälat

### 1851 bis 1900
- Paul Wilhelm von Keppler (1852–1926), Bischof von Rottenburg
- Paul Möhler (1852–1929), Zentrums-Politiker und Oberbürgermeister von Schwäbisch Gmünd
- Alois Börsch (1855–1923), Medailleur
- Theodor von Watter (1856–1922), württembergischer Offizier und General der Infanterie
- Ottmar Zieher (1857–1924), Verleger
- Karl Haußmann (1860–1940), Markscheider, Geomagnetiker und Hochschullehrer.
- Hermann Pleuer (1863–1911), Eisenbahnmaler, Impressionist
- Robert von Ostertag (1864–1940), Veterinärmediziner, „Vater der Fleischbeschau“
- Karl Deibele (1869–1953), Bildhauer
- Josef Bidlingmaier (1870–1967), geboren in Straßdorf, Uhrenfabrikant, Gründer der Uhrenfabrik Bifora
- Hans Eisele (1876–1957), Journalist, Diplomat und Schriftsteller
- Hermann Schmidhäußler (1875–1963), Beigeordneter in Moers und Solingen, kommissarischer Oberbürgermeister in Solingen.
- Emil Molt (1876–1936), Unternehmer und Gründer der ersten Waldorf-Schule
- Hermann Koehler (1876–1943), Bankdirektor, Aufsichtsrat bei Daimler-Benz und Hitler-Gegner, in Brandenburg hingerichtet
- Fritz Buck (1877–1961), Juwelier, Sammler und autodidaktischer Archäologe
- Ernst von Raben (1877–1924), württembergischer Offizier und Offizier der Schutztruppe in Kamerun während des Ersten Weltkrieges
- Wilhelm Enz (1878–1966), Politiker (SPD)
- Hermann Weller (1878–1956), Indologe und neulateinischer Dichter
- Otto Moericke (1880–1965), Oberbürgermeister von Konstanz
- Karl Nägele (1880–1949), Bildhauer (von 1908 bis zu seinem Tod in Sigmaringendorf)
- Eugen Ferdinand Greiner (1881–1944), Bildhauer und Konditor
- Karl Kunz (1882–1931), Bibliothekar und Philologe
- Hermann Erhard (1883–1968), Unternehmer (Erhard & Söhne)
- Jakob Wilhelm Fehrle (1884–1974), Bildhauer
- Gustav Jourdan (1884–1950), Künstler und Hochschullehrer
- Carl Faber (1885–1962), Maler
- Klara Fehrle-Menrad (1885–1955), Malerin
- Alfons Feuerle (1885–1968), Bildhauer und Medailleur
- Augustinus Hieber (1886–1968), „Segenspfarrer vom Allgäu“
- Hans Herkommer (1887–1956), Architekt
- Emil Holzhauer (1887–1986), Maler und Kunstpädagoge (ausgewandert 1906 in die USA)
- Eduard Quintenz (1888–1977), württembergischer Politiker, Landrat in Oberndorf und Tuttlingen
- Alois Schenk (1888–1949), Kirchenmaler
- Eugen Feihl (1889–1964), Journalist und Diplomat
- Albert Holl (1890–1970), Graveur, Medailleur und Bildhauer
- Ludwig Becker (1892–1974), Landtagsabgeordneter
- Anna Fehrle (1892–1981), Bildhauerin, Krippenkünstlerin und Kunsthandwerkerin
- Josef Liegle (1893–1945), Altphilologe, Althistoriker und Numismatiker
- Richard Zimmer (1893–1971), Generalleutnant im Zweiten Weltkrieg
- Otto Hill (1894–1967), Politiker (NSDAP), Landtags- und Reichstagsabgeordneter
- Richard Vogt (1894–1979), Ingenieur und Flugzeugkonstrukteur
- Wilhelm Baur (1895–1973), Verleger und Chefredakteur der Badischen Neuesten Nachrichten, Stadtrat (CDU) und seit 1969 Ehrenbürger von Karlsruhe
- Fritz Möhler (1896–1978), Goldschmied
- Alfred Nagel (1896–1967), württembergischer Landrat
- Hermann Rieger (1896–1970), Landrat
- Eugen Maier-Krieg (1897–1986), Maler, Grafiker und Bildhauer
- Franz Pillmayer (1897–1939), Politiker der NSDAP
- Paul Metz (1899–1961), Schuldirektor und Landrat, von 1946 bis 1948 Oberbürgermeister von Heilbronn
- Otto May (1900–1961), Ingenieur, Erfinder, Unternehmer und Hochschullehrer

### 1901 bis 1950
- Karl Hans Bühner (1904–1978), Dichter
- Alfred Haag (1904–1982), Landtagsabgeordneter und Widerstandskämpfer
- Adolf Bidlingmaier (1905–1946), Bildhauer
- Hans Hirner Russ (1906–2004), Kaufmann, Präsident der Deutschen Handelskammer für Spanien
- Anton Dieterich (1908–2002), Autor und Übersetzer
- Otto Eberle (1909–1981), Maler und Grafiker
- Julius Klaus (1910–1988), Politiker (CDU), von 1957 bis 1965 Oberbürgermeister von Schwäbisch Gmünd
- Theodor Schwenk (1910–1986), Strömungs- und Wasserforscher
- Karl Ramsayer (1911–1982), Geodät
- Karl Hans Walter (1911–1999), Grafiker, Zeichner, Schriftgestalter und Hochschullehrer
- Bruno Boxler (1912–1989), Ingenieur, Autor und Erfinder
- Pia Kaiser (1912–1968), Politikerin der CDU und Mitglied des Deutschen Bundestags
- Albert Bürger (1913–1996), von 1952 bis 1981 Präsident des Deutschen Feuerwehrverbandes
- Otto Hartmut Fuchs (1919–1987), katholischer Theologe, Widerstandskämpfer gegen das NS-Regime, Publizist, Redakteur und Funktionär der DDR-CDU
- Franz Bader (1922–2018), Physiker
- Rolf Haug (1922–2001), Maler und Bildhauer
- Peter Spranger (1926–2013), Historiker und Pädagoge
- Max Seiz (1927–2020), Bildhauer
- Wolfgang Walter (1927–2010), Mathematiker und Hochschullehrer
- Rudolf Kuhn (1928–2010), Politiker (parteilos), von 1968 bis 1992 Bürgermeister von Sigmaringen und ab 1992 auch dessen Ehrenbürger
- Siegfried Menrad (1928–2013), Wirtschaftswissenschaftler
- Peter C. Schenk (1928–2020), Architekt und Hochschullehrer
- Ingo Dollinger (1929–2017), römisch-katholischer Theologe und Priester
- Rainer Ballreich (1930–2010), Biomechaniker
- Josef Baumhauer (1930–2011), Bildhauer und Maler
- Hans-Wolfgang Bächle (1932–2011), Historiker und Studienprofessor in Schwäbisch Gmünd
- Dieter Rodi (* 1932), Biologe, Biologiedidaktiker, Naturschützer und Hochschullehrer
- Norbert Schoch (1932–2008), Rechtsanwalt und Oberbürgermeister der Stadt
- Ed Sommer, eigentlich Edmund Sommer (1932–2015), Schweizer Künstler und Filmregisseur
- Otto Wahl (1932–2020), Alttestamentler und langjähriger Rektor der PTH Benediktbeuern
- Willi Kolb (* 1934), mehrmaliger Deutscher Meister im Gewichtheben
- Hubert Beck (1935–2011), Münsterorganist am Gmünder Münster, Hochschullehrer an der Pädagogischen Hochschule Schwäbisch Gmünd und Kirchenmusikdirektor
- Rudolf W. Keck (1935–2023), Pädagoge und Hochschullehrer
- Winfried Grupp (1936–2003), Jurist
- Wolfgang Kaiser (* 1936), Polymerwissenschaftler und Hochschullehrer
- Helmut Ohnewald (1936–2018), Politiker (CDU) und Jurist, 1991/92 Justizminister von Baden-Württemberg
- Elisabeth Schirle (* 1936), Regionaloberin des Säkularinstitutes der Frauen von Schönstatt in Südamerika
- Hannes Stütz (1936–2022), Kabarettist und Liedermacher
- Jürgen Deininger (1937–2017), Althistoriker
- Hermann Michael (1937–2005), Dirigent
- Hermann Precht (1937–1997), Landtagsabgeordneter
- Hans Kessler (* 1938), römisch-katholischer Theologe
- Hans-Erhard Lessing (* 1938), Technikhistoriker, Wissenschaftspublizist
- Christiane Ensslin (1939–2019), Vermessungstechnikerin, Redakteurin, Lektorin, Archivarin und Autorin
- Winfried Menrad (1939–2016), Politiker
- Werner H. A. Debler (1940–2014), Pädagoge, Verwaltungsbeamter und Heimatforscher
- Manfred Haas (* 1940), Manager und Fußballfunktionär
- Gerhard Müller (1940–2002), Geophysiker
- Goetz Eilers (1941–2024), Sportjurist und DFB-Chefjustiziar 1989–2006
- Hubert Herkommer (* 1941), Hochschullehrer und Philologe
- Dieter Schulte (* 1941), Politiker (CDU), MdB 1969–1998
- Wolfgang Rodi (* 1942), Ingenieurswissenschaftler
- Georg Holzwarth (1943–2024), Schriftsteller und Hörspielautor
- Lothar Issler (* 1943), Ingenieur und Hochschullehrer
- Hans Georg Pflüger (1944–1999), Komponist
- Regula Schmidt-Bott (1945–2015), Politikerin, Mitglied des Bundestages 1987–1989
- Harald Wiedmann (* 1945), Manager, Präsident des Deutschen Standardisierungsrates
- Rudolf Böhmler (* 1946), Mitglied des Vorstands der Deutschen Bundesbank, Staatssekretär a. D.
- Nina Gladitz (1946–2021), Regisseurin und Autorin
- Barbara Jäger (* 1946), Malerin und Bildhauerin
- Thomas Frenz (* 1947), Historiker
- Peter Baireuther (* 1948), Mathematikdidaktiker
- Max Munding (* 1949), Verwaltungsjurist, Präsident des Rechnungshofes Baden-Württemberg
- Rainer Potschak (* 1950), Fußballspieler

### Ab 1951
- Hannelore Brenner-Wonschick (* 1951), Autorin
- Herbert Mayer (* 1951), Richter am Bundesgerichtshof
- Walter Scheurle (* 1952), Manager, Konzernvorstand für Personal und Arbeitsdirektor der Deutschen Post AG
- Hermann Strampfer (1952–2015), Regierungspräsident des Regierungsbezirks Tübingen.
- Norbert Barthle (* 1952), Bundestagsabgeordneter (CDU), Parlamentarischer Staatssekretär und Präsident im Deutschen Verband für Skilehrwesen (DVS)
- Thomas Götz (* 1953), Diplomat
- Doris Lucke (* 1953), Soziologin
- Georg Braungart (* 1955), Literaturwissenschaftler
- Klaus H. Hartmann (* 1955), Bildhauer
- Sigrid Klebba (* 1955), Politikerin (SPD)
- Franco Rota (* 1955), Journalist, Kommunikationswissenschaftler und Hochschullehrer
- Uwe Werner (1955–2018), Jazzmusiker
- Wolfgang Braungart (* 1956), Literaturwissenschaftler
- Reinhard Heyd (* 1956), Betriebswirtschaftler und Unternehmer
- Gunnar Weiß (* 1956), ehemaliger deutscher Fußballspieler
- Konrad Elser (* 1957), Pianist, Musikpädagoge und Hochschullehrer
- Werner Fifka (* 1957), ehemaliger Oberbürgermeister der Stadt Mössingen
- Werner Koczwara (* 1957), Kabarettist
- Martin Mühleis (* 1957), Regisseur, Drehbuchautor, Produzent und Verleger
- Mick Baumeister (* 1958), Filmkomponist und Jazzmusiker
- Michael Braungart (* 1958), Verfahrenstechniker und Chemiker, wissenschaftlicher Leiter des Hamburger Umweltinstituts
- Klaus Graf (* 1958), Historiker, Archivar und Blogger
- Thomas Knuths (* 1958), Wasserspringer
- Aron Strobel (* 1958), Gitarrist und Gründungsmitglied der Band Münchener Freiheit
- Richard Arnold (* 1959), Leiter der Vertretung Baden-Württembergs bei der Europäischen Union in Brüssel und Oberbürgermeister von Schwäbisch Gmünd
- Jürgen Geißinger (* 1959), Vorsitzender der Geschäftsleitung der Schaeffler-Gruppe
- Axel Gotthard (* 1959), Historiker und Hochschullehrer
- Angelika Grieser (* 1959), Deutsche Meisterin im Rückenschwimmen
- Bernhard Maier (* 1959), Vorstandsvorsitzender von Škoda Auto
- Joachim Sauter (1959–2021), Designer und Hochschullehrer, Pionier der Neuen Medien
- Christoph Böttigheimer (* 1960), römisch-katholischer Theologe
- Michael Brenner (* 1960), Rechtswissenschaftler
- Bernhard Duijm (* 1960), Ökonom
- Hans-Peter Stenzl (* 1960), Pianist und Hochschullehrer
- Hans-Peter Behrens (* 1961), Landtagsabgeordneter
- Walter Lang (Musiker, 1961) (1961–2021), deutscher Pianist und Komponist
- Thomas Raschke (* 1961), Bildhauer und Goldschmied
- Thomas Rudner (* 1961), Politiker (SPD)
- Uwe Messerschmidt (* 1962), Radsportler und Silbermedaillengewinner bei den Olympischen Spielen 1984
- Christoph Dinkel (* 1963), evangelischer Theologe
- Peter Unfried (* 1963), Journalist und Autor
- Daniel Wagenblast (* 1963), Bildhauer
- Achim Feifel (* 1964), Fußballtrainer
- Martina Häusler (* 1964), Politikerin und Landtagsabgeordnete (Bündnis 90/Die Grünen)
- Volker Stenzl (* 1964), Pianist und Hochschullehrer
- Margarete Heidler (* 1965), Kommunalpolitikerin
- Lothar Krieglsteiner (* 1965), Mykologe
- Michael Breitsprecher (* 1966), Schauspieler, Drehbuchautor und Regisseur
- Michael Kneidl (* 1966), Designer und Hochschullehrer
- Stefan F. Pfahl (* 1966),  Provinzialrömischer Archäologe, Althistoriker, Numismatiker und Hochschullehrer
- Ellen Bareis (1967–2024), Soziologin, Hochschullehrerin und Vizepräsidentin der Hochschule für Wirtschaft und Gesellschaft Ludwigshafen
- Peter Boehringer (* 1969), Politiker (AfD)
- Jörg Eisele (* 1969), Rechtswissenschaftler und Hochschullehrer
- Andreas Geiger (* 1969) Regisseur und Drehbuchautor
- Christof Arnold (* 1970), Schauspieler
- Susanne Glass (* 1970), deutsche Journalistin
- Ralf Eggert (* 1970), von 2011 bis 2019 Oberbürgermeister von Calw
- Ulrich Lenz (Intendant) (* 1970), Theater- und Musikwissenschaftler, Dramaturg und Intendant
- Florian Setzen (* 1971), Politikwissenschaftler und Historiker
- Dilek Güngör (* 1972), Journalistin, Kolumnistin und Buchautorin
- Iris Rieg (* 1972), Kirchenmusikerin
- Andrea Suwa (* 1972), Schauspielerin
- Anja Bihlmaier (* 1972), Dirigentin
- Stephan Beck (* 1974), Organist
- Stefan Burban (* 1975), Science-Fiction-Autor
- Sandra Goldschmidt (* 1976), Gewerkschafterin
- Biljana Sečivanović (* 1976), serbische Pop-Folk-Sängerin
- Stefan Klaus (* 1977), ehemaliger deutsch-schweizerischer Handballspieler
- Dietmar Klumpp (* 1978), Regisseur und Drehbuchautor
- Philip Hogh (* 1979), Philosoph
- Jochen Stutzky (* 1980), Fußballkommentator und Fernsehmoderator
- Alexander Kuhn (* 1981), Musiker des Modern Jazz
- Simon Tischer (* 1982), Volleyball-Nationalspieler
- Jonas Weber (* 1982), Politiker (SPD), Landtagsabgeordneter
- Tim Bückner (* 1983), Politiker (CDU)
- Andreas Hofmann (* 1986), Fußballspieler
- Markus Ehrlich (* 1987), Jazzmusiker
- Daniel Hägele (* 1989), Fußballspieler
- Kai Häfner (* 1989), Handball-Nationalspieler, Europameister
- Patricia Banks (* 1990), Sängerin
- Julian Grupp (* 1991), Fußballspieler
- Lena Urbaniak (* 1992), Leichtathletin
- Carina Vogt (* 1992), ehemalige Skispringerin, Olympiasiegerin 2014, ging in Schwäbisch Gmünd zur Schule und startete für den SC Degenfeld
- Malte Gallée (* 1993), Politiker (Bündnis 90/Die Grünen)
- Niko Kappel (* 1995), Behindertensportler, Weltmeister und Paralympics-Goldmedaillengewinner
- Nikolas Knoblauch (* 1995), deutsch-italienischer Footballspieler
- Anna-Sophie Fliege (* 1996), Fußballspielerin
- Max Häfner (* 1996), Handballspieler
- Mart Ristl (* 1996), Fußballspieler
- Dave Gnaase (* 1996), Fußballspieler
- Urs Kalecinski (* 1998), Bodybuilder
- Felix Roos (* 1999), Volleyball- und Beachvolleyballspieler
- Samuele Di Benedetto (* 2005), deutsch-italienischer Fußballspieler

## Sonstige Persönlichkeiten
Personen, die in Schwäbisch Gmünd leben oder gelebt haben und vor Ort oder von diesem Ort aus Bedeutendes leisteten, ohne hier geboren zu sein.

### Bis 1900
- Heinrich Parler der Ältere (um 1300–1370), Baumeister am Gmünder Münster
- Melchisedech Haas († 1617), Priester, wurde in einem Hexenprozess als Teufelspriester hingerichtet
- Balthasar Küchler (1571–1641), Maler
- Franz Xaver Adelmann von Adelmannsfelden (1721–1787), Stiftspropst am Gmünder Stift, Weihbischof in Augsburg
- Johann Michael Keller der Jüngere (1721–1794), Stadtbaumeister
- Franz Joseph Bergmüller (1733–1796), Kunstschreiner, lebte zeitweise in Schwäbisch Gmünd
- Georg Strobel (1735–1792), Porträtmaler des Barock, wirkte in Schwäbisch Gmünd u. a. auch an der Zeichenschule
- Johann Jakob Mettenleiter (1750–1825), Maler, Zeichner und Radierer, Ausbildung in Schwäbisch Gmünd
- Johann Christoph Haas (1753–1829), Maler, verstarb im Armenhaus St. Katharina
- Johann Sebald Baumeister (1775–1829), Miniaturmaler und Zeichner, Zeichenlehrer in Schwäbisch Gmünd
- Franz Joseph Werfer (1778–1823), Verfasser der medizinischen Topographie der Reichsstadt Gmünd
- Karl Wilhelm Heinrich Binder (1783–1852), Oberamtmann in Gmünd
- Josef Epple (1789–1846), schwäbischer Dialektdichter und Schullehrer
- Johannes Buhl (1804–1882), Kaufmann, Turnpionier und Feuerwehrpionier
- Lorenz Haug (1818–1856), Gehörlosenpädagoge, Oberlehrer an der Taubstummenanstalt und am Lehrerseminar
- Hermann Bauer (1833–1919), Graveur, Gold- und Silberschmied, Unternehmens- und Museumsgründer, Fachschulmitbegründer und Maler
- Bernhard Kaißer (1834–1918), Lehrer und Autor
- Johann Nepomuk Miller (1838–1883), Oberamtspfleger im Oberamt Gmünd, Abgeordneter für Gmünd in den Württembergischen Landständen
- Karl Mauch (1837–1875), Afrikaforscher, studierte 1854–1856 Pädagogik am katholischen Lehrerseminar
- Bruno Klaus (1848–1915), Gmünder Heimatforscher
- Engelbert Mager (1849–1926), Lehrer und Autor, unterrichtete am katholischen Lehrerseminar
- Otto Gittinger (1861–1939), schwäbischer Mundartdichter, evangelischer Stadtpfarrer in Schwäbisch Gmünd
- Moritz Johner (1868–1931), römisch-katholischer Priester und Historiker, zeitweise in Schwäbisch Gmünd tätig
- Hermann Bäuerle (1869–1936), römisch-katholischer Geistlicher, Kirchenmusiker und Schulleiter
- Rudolf Weser (1869–1942), Pfarrer und Heimatforscher
- Emil Niethammer (1869–1956), Jurist, Landtagsabgeordneter und 1946 erster Alterspräsident des württembergischen Landtags (CDU), zeitweise Amtsrichter in Schwäbisch Gmünd
- Wilhelm Schussen (1874–1956), Schriftsteller, Lehrer in Schwäbisch Gmünd
- Karl Alfred von Gemmingen (1877–1962), königlich-württembergischer Kammerherr und geheimer Legationsrat, lebte zuletzt in Schwäbisch Gmünd
- Walter Otto Klein (1877–1952), Heimatforscher und langjähriger Rektor der örtlichen höheren Fachschule sowie Ehrenbürger der Stadt
- Karl Lüllig (1877 – 1946) war von 1923 bis 1934 Oberbürgermeister von S.G.
- Heinrich Nonner (1878–1970), Fußballpionier und Mitbegründer des DFB, Funktionär bei Normannia Gmünd
- Albert Feifel (1881–1958), Architekt in Gmünd
- Paul Kühnle (1885–1970), Fußballnationalspieler, Leiter des Staatlichen Vermessungsamts in Schwäbisch Gmünd
- Albert Deibele (1889–1972), Gmünder Stadtarchivar, Heimatforscher, Dichter und Oberstudienrat am Lehrerseminar
- Otto Ernst Schweizer (1890–1965), Architekt, war von 1921 bis 1925 Stadtbaurat in Schwäbisch Gmünd
- Erwin Rommel (1891–1944), Heeresoffizier, absolvierte in Schwäbisch Gmünd sein Abitur
- Konrad Burkhardt (1894–1978), Landrat des Landkreises Schwäbisch Gmünd
- Walter Flemming (1896–1977), Metallgestalter, Goldschmied, Bildhauer und Restaurator, studierte in Schwäbisch Gmünd
- Yvonne Pagniez (1896–1981), französische Schriftstellerin und Widerstandskämpferin, in Schwäbisch Gmünd inhaftiert
- Josef Seehofer (1896–1982), Theologe und Heimatforscher in Schwäbisch Gmünd
- Anni Geiger-Hof (1897–1995), Schriftstellerin, 1933 in „Schutzhaft“ in Schwäbisch Gmünd
- Friedrich Wilhelm Spahr (1900–1945), Entwerfer und Hersteller von Silberbelagwaren (auf Porzellan und Glas; heute Silberoverlay genannt)

### Nach 1900
- Franz Reinisch (1903–1942), katholischer Pallottiner-Priester und Hitler-Gegner, in Brandenburg-Görden ermordet; vorübergehend Seelsorger in Rechberg
- Walter Lochmüller (1905–1992), Direktor der Höheren Fachschule und Vorsitzender des örtlichen Kunstvereins
- Karl Mocker (1905–1996), Politiker, war Rechtsanwalt in Schwäbisch Gmünd
- Lina Haag (1907–2012), war unter anderem im Frauen-KZ Gotteszell inhaftiert
- Franz Czisch (1908–1956), war Jurist, Kaufmann und Oberbürgermeister der Stadt Schwäbisch Gmünd (1946–1948)
- Wilhelm Braun-Feldweg (1908–1998), Industriedesigner und Kunsthistoriker, war von 1948 bis 1958 Dozent für Kunstgeschichte, Zeichnen und Malen an der Staatlichen Höheren Fachschule für das Edelmetallgewerbe in Schwäbisch Gmünd
- Herta Graf (1911–1996), Schriftstellerin, lebte von 1958 bis 1989 in Schwäbisch Gmünd
- Gebhard Luiz (1913–2013), katholischer Geistlicher, war Gefängnisseelsorger, Pfarrer und Dekan in Schwäbisch Gmünd
- Ewald Bucher (1914–1991), Bundesminister, besuchte die Schule in Schwäbisch Gmünd und war dort Rechtsanwalt
- Hans Böhringer (1915–1987), Theologe, Musikwissenschaftler und Psychotherapeut, von 1945 bis 1947 Seelsorger in Schwäbisch Gmünd
- Johannes Riede (1916–1997), Theologe, Hochschullehrer und Rektor der örtlichen PH, der Johannes-Riede-Weg der Stadt ist nach ihm benannt
- Alfred Lutz (1919–2013), Grafiker, Hochschullehrer, Vorsitzender des Gmünder Kunstvereins und Träger der Bürgermedaille der Stadt
- Friedrich Karl Röther (1919–2005), Verwaltungsjurist, Landrat von Schwäbisch Gmünd
- Peter Ustinov (1921–2004), britischer Schauspieler und Schriftsteller, in Schwäbisch Gmünd getauft
- Karl Kühnle (1923–2003), Präsident der Neuapostolischen Kirche Württemberg mit Wohnort Schwäbisch Gmünd
- Hermann Kissling (1925–2018), Kunsthistoriker mit Hauptbetätigungsfeld Schwäbisch Gmünd
- Sieger Köder (1925–2015), katholischer Priester und Künstler, studierte 1946–1947 in Schwäbisch Gmünd
- Rudolf Sauter (1925–2013), Erziehungswissenschaftler und Mundartdichter, lebte und lehrte in Schwäbisch Gmünd
- Hansludwig Scheffold (1926–1969), im Amt verstorbener Oberbürgermeister von Schwäbisch Gmünd
- Franz Beer (1929–2022), deutsch-österreichischer Maler und Hochschullehrer, wirkte und lebte in der Stadt
- Carlo Pedersoli (Bud Spencer; 1929–2016), italienischer Film- und Fernsehdarsteller, v. a. durch Bud Spencer Bad und die Namensfindung des Gmünder Einhorn-Tunnels
- Nelly Däs (1930–2021), russlanddeutsche Schriftstellerin, lebte von 1945 bis 1951 in Schwäbisch Gmünd
- Theo Sommer (1930–2022), Herausgeber der Zeit; von 1952 bis 1955 Lokalredakteur der Rems-Zeitung
- Eckhart Dietz (1933–2019), Bildhauer
- Günter Altner (1936–2011), Biologe und evangelischer Theologe, von 1971 bis 1973 Ordinarius an der Pädagogischen Hochschule
- Josef Überall (1936–2008), Künstler und Objektkünstler, studierte in Schwäbisch Gmünd und lebte ab Ende 1970er Jahre bis zu seinem Tod in Schwäbisch Gmünd
- Walter Giers (1937–2016), Licht-, Klang- und Medienkünstler
- Ewald Liska (1937–2017), Mitbegründer und künstlerischer Leiter des Festivals Europäische Kirchenmusik
- Hans Kloss (1938–2018), Maler und Grafiker, schuf Rundbild für das Gmünder Panoramamuseum und weitere Werke
- Reinhard Kuhnert (* 1939), Rektor der Pädagogischen Hochschule Schwäbisch Gmünd 1978–1990, CDU-Stadtrat 1989–2014, Präsident des DRK-Kreisverbandes 1989–2013
- Rainer Reusch (* 1939), deutscher Schattenspieler und Autor, gründete das Museum für zeitgenössisches Schattentheater
- Gudrun Ensslin (1940–1977), Mitbegründerin und Mitglied der Rote Armee Fraktion, studierte an der PH Schwäbisch Gmünd
- Hans Ulrich Nuber (1940–2014), provinzialrömischer Archäologe, wuchs in Schwäbisch Gmünd auf
- Jörg F. Zimmermann (* 1940), Glaskünstler, Ausbildung und Studium in Schwäbisch Gmünd
- Günter Ogger (* 1941), Wirtschaftsjournalist, absolvierte seine Berufsausbildung in Schwäbisch Gmünd
- Hans-Jürgen Albers (* 1943), langjähriger Rektor der Pädagogischen Hochschule Schwäbisch Gmünd
- Klaus Jürgen Herrmann (1947–2016), Historiker und Gmünder Stadtarchivar
- Tina Stroheker (* 1948), Schriftstellerin, Lehrerin in Schwäbisch Gmünd
- Wilhelm Dangelmaier (* 1949), Ingenieur und Inhaber des Lehrstuhls für Wirtschaftsinformatik an der Universität Paderborn, wuchs in Schwäbisch Gmünd auf
- Vincent Klink (* 1949), Meisterkoch, Fernsehkoch und Herausgeber der Zeitschrift Häuptling Eigener Herd
- Rüdiger von Fritsch (* 1953), Diplomat i. R., März 2014–Juni 2019 Botschafter Deutschlands in Russland, kam mit den Eltern 1966 nach Schwäbisch Gmünd, Abitur am Parler-Gymnasium 1969, lebt derzeit in Schwäbisch Gmünd
- Thomas Halder (* 1953), politischer Beamter (CDU), lebt in Straßdorf
- Sigrid Hans (1953–2017), Tischtennisspielerin
- Wolfgang Leidig (* 1954), Politiker (SPD), Oberbürgermeister von Schwäbisch Gmünd
- Sigrid Klebba (* 1955), Staatssekretärin in der Berliner Senatsverwaltung für Bildung, Jugend und Wissenschaft, wuchs in Schwäbisch Gmünd auf
- Reinhard Winter (* 1958), Pädagoge und Geschlechterforscher, wuchs in Schwäbisch Gmünd auf
- Lutz Dombrowski (* 1959), Olympiasieger, Trainer in Schwäbisch Gmünd
- Edgar Mann (* 1961), Komponist und Pianist, ging in Schwäbisch Gmünd zur Schule
- Thomas Haller (* 1966), ehemaliger Bezirkskantor und Dirigent in Schwäbisch Gmünd, evangelischer Kirchenmusikdirektor
- Klaus Michael Rückert (* 1967), Politiker (CDU), Kandidat der Gmünder Oberbürgermeisterwahl 2001
- Tarmo Vaask (* 1967), Dirigent, von 2002 bis 2007 Leiter der Philharmonie Schwäbisch Gmünd
- Joachim Bläse (* 1968), von 2002 bis 2020 Erster Bürgermeister der Stadt
- Frank Schäffler (* 1968), Politiker (FDP), Bundestagsabgeordneter
- Fereshta Ludin (* 1972), durch das Kopftuchurteil bekannt gewordene Pädagogin
- Kevin Horlacher (* 1989), Skispringer, startet für den SC Degenfeld
- Michael Weller (* 1990), Thai-/Kickboxer
- Thomas Tauporn (* 1991), klettert als Sport- und Wettkampfkletterer für die Sektion Schwäbisch Gmünd des Deutschen Alpenvereins (DAV)
- Anna Rupprecht (* 1996), Skispringerin, wohnt in Schwäbisch Gmünd und startet für den SC Degenfeld